# Rajkoviće
Rajkoviće (em cirílico: Рајковиће) é uma vila da Sérvia localizada no município de Novi Pazar, pertencente ao distrito de Ráscia, na região de Ráscia e Sanjaco. A sua população era de 19 habitantes segundo o censo de 2011.

## Demografia
| 1948 | 1953 | 1961 | 1971 | 1981 | 1991 | 2002 | 2011 |
| ---- | ---- | ---- | ---- | ---- | ---- | ---- | ---- |
| 182  | 194  | 173  | 104  | 68   | 38   | 29   | 19   |